# 126 Velleda
126 Velleda este un asteroid din centura principală, descoperit pe 5 noiembrie 1872, de Paul Henry.